# Team Kolles

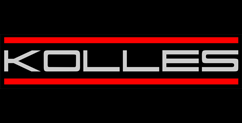
Logo

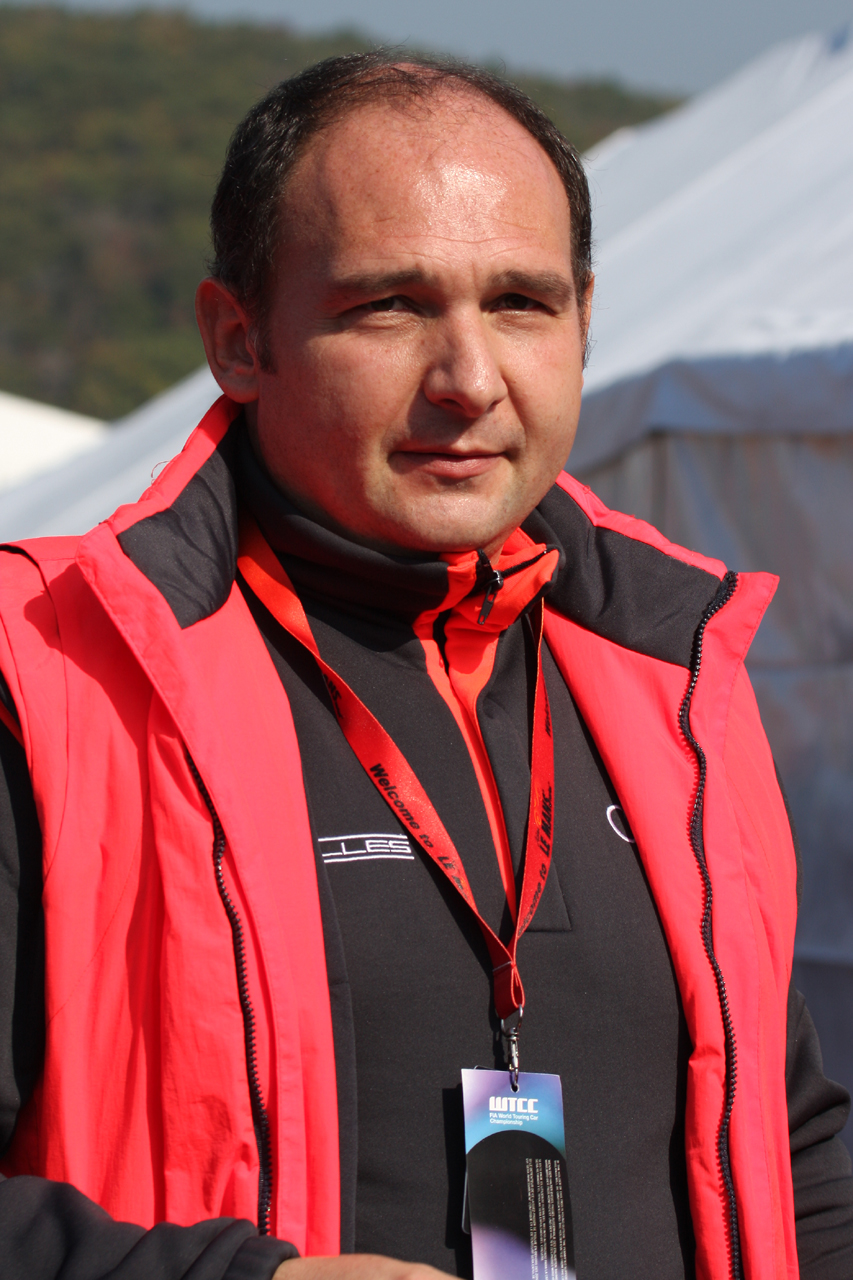
Teamchef Colin Kolles beim 1000-km-Rennen von Okayama 2009

Team Kolles ist ein deutsches Motorsport-Team mit österreichischer Lizenz von Teamchef Colin Kolles. Von 2006 bis 2009 war es unter dem Namen Futurecom bei der DTM am Start. 2009 und 2010 nahm es am 24-Stunden-Rennen von Le Mans teil sowie 2009 an der Le Mans Series. Das Nachfolgerteam ist byKolles Racing, das ab 2015 in der FIA World Endurance Championship mitfährt.

## Geschichte

### Anfänge in der Deutschen Formel 3
Das Team Kolles mit Sitz in Greding im mittelfränkischen Landkreis Roth wurde im Jahre 2000 gegründet und trat anfangs in der Deutschen Formel-3-Meisterschaft an. Bereits ein Jahr später konnte Kolles-Pilot Pierre Kaffer mit seinem Team vier Rennsiege erringen und lange Zeit um die Meisterschaft kämpfen. Am Ende der Saison 2001 stand für Kaffer ein vierter Platz in der Fahrerwertung zu Buche.

### DTM

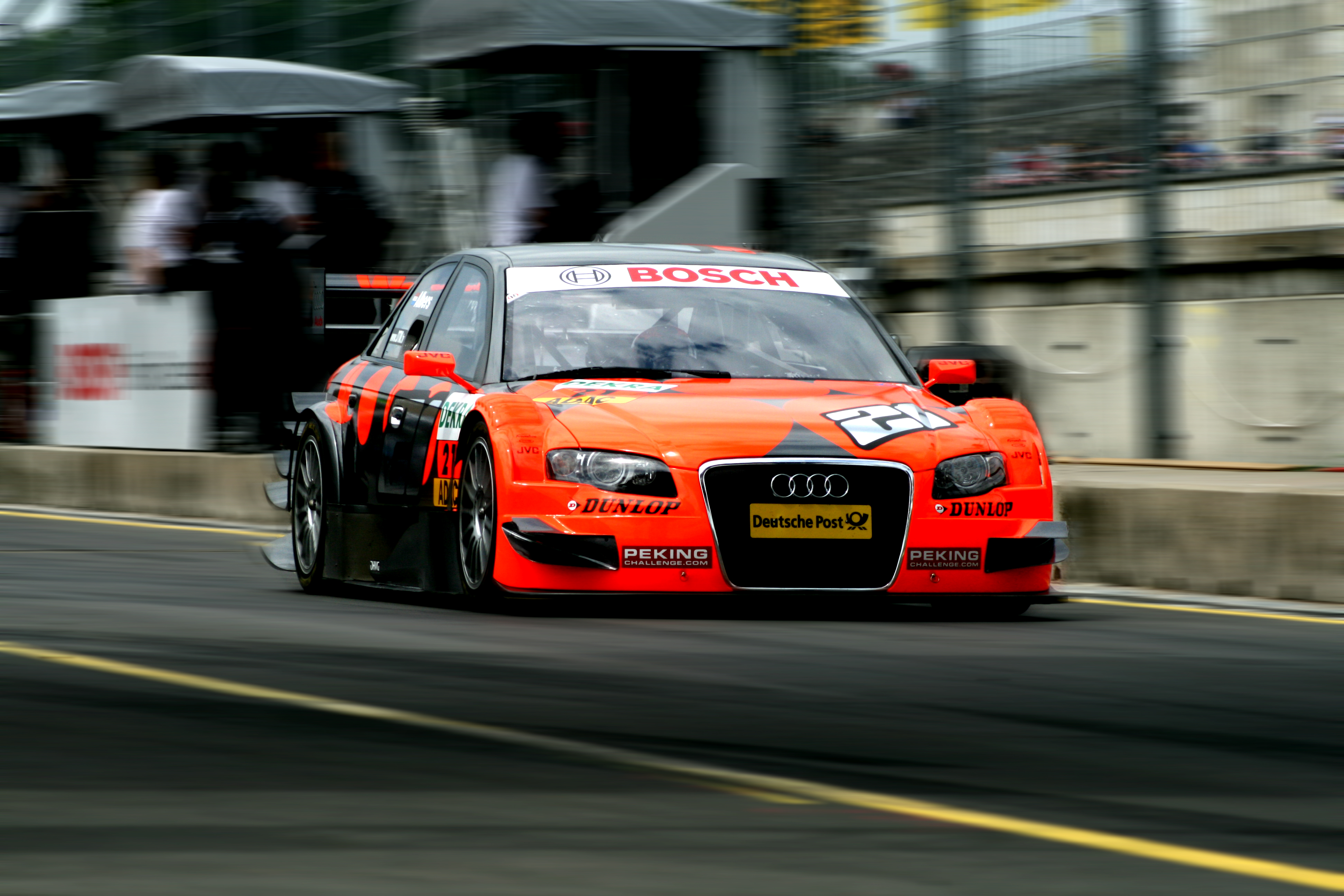
Christijan Albers 2008 auf dem Norisring

Zwischen 2006 und 2009 nahm das Team, anfangs noch unter dem Namen Futurecom, mit Audi-Werksunterstützung an der DTM teil. Zum Einsatz kamen jeweils zwei Jahre alte Fahrzeuge mit Audi-A4-Silhouette, mit denen das Team keinen Punkterfolg einfahren konnte.
In der Debütsaison steuerte Vanina Ickx das erste Fahrzeug, während das zweite Cockpit zu Beginn der Saison an Olivier Tielemans vergeben wurde. Schon nach drei Rennen wurde er gegen Jeroen Bleekemolen ausgetauscht, der selber wiederum nur zwei Rennen bestritt, bis er durch Nicolas Kiesa ersetzt wurde. Aus gesundheitlichen Gründen konnte Kiesa jedoch zu den letzten beiden Rennen nicht antreten, bei denen er von Thed Björk vertreten wurde.
Vanina Ickx behielt ihr Cockpit auch für die Saison 2007. Ihr Teamkollege wurde Adam Carroll, der zur Saisonhalbzeit nach fünf Rennen in die GP2-Serie wechselte. Sein Fahrzeug übernahm anschließend Markus Winkelhock. 2008 befanden sich die Fahrzeuge von Kolles wieder in festen Händen. Das erste Fahrzeug wurde an Katherine Legge vergeben, während das zweite Fahrzeug an Christijan Albers ging. Dieser war von Colin Kolles in seiner Funktion als Teamchef des Spyker-F1-Teams noch im Vorjahr aus der Formel 1 entlassen worden und erhielt bei ihm nun wieder ein Cockpit in der DTM. 2009 wurde die DTM-Fahrzeugflotte von Kolles auf einen dritten Audi A4 aufgestockt. Für das Team gingen Christian Bakkerud, Tomáš Kostka und Johannes Seidlitz an den Start, wobei Letzterer mit gerade einmal 18 Jahren bei seinem ersten Rennen der bisher jüngste Rennfahrer in der Geschichte der DTM war.

### Le Mans Series und 24-Stunden-Rennen von Le Mans

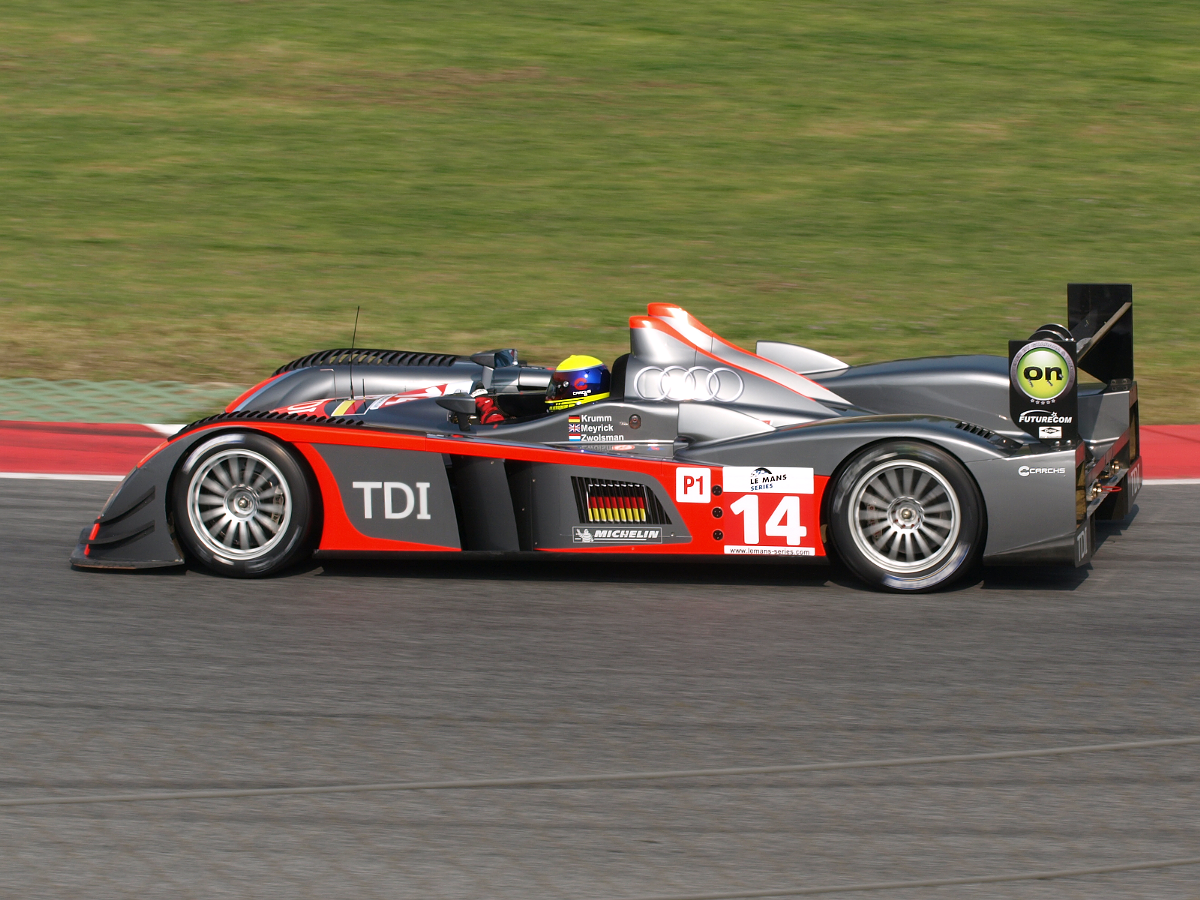
Audi R10 TDI 2009 in Barcelona

Zur Saison 2009 erwarb das Team zwei Audi R10 TDI, mit denen es seitdem in der Le Mans Series antritt. Ein Fahrzeug teilten sich die Piloten Charles Zwolsman junior, Andrew Meyrick und Narain Karthikeyan, an dessen Stelle beim ersten Saisonrennen in Barcelona noch Michael Krumm am Steuer saß. Das zweite Fahrzeug pilotierten Christijan Albers und Christian Bakkerud, die bei drei von fünf Rennen auch von Giorgio Mondini unterstützt wurden. Nach einem schwierigen Auftaktrennen, bei dem ein Fahrzeug ausfiel und das andere das Ziel nach Problemen nur mit mehreren Runden Rückstand erreichte, konnten beim folgenden 1000-Kilometer-Rennen von Spa-Francorchamps beide Fahrzeuge mit den Plätzen sechs und sieben Meisterschaftspunkte einfahren. Auf eine weitere Nullrunde folgte beim 1000-km-Rennen auf dem Nürburgring schließlich mit Platz vier durch Karthikeyan, Meyrick und Zwolsman das beste Ergebnis. Auch der Saisonabschluss in Silverstone verlief erfolgreich, als die Fahrzeuge die Plätze fünf und sechs belegten und sich erneut in den Punkterängen platzieren konnten. In der Teamwertung erzielten die beiden Kolles-Teams schließlich die Ränge sieben und zehn.
Den Höhepunkt des Jahres bildete für das Team Kolles die Teilnahme am 24-Stunden-Rennen von Le Mans 2009. Die bewährten Fahrzeuge überstanden die große Distanz weitgehend problemlos. Charles Zwolsman und André Lotterer brachten ihren Wagen nach 24 Stunden auf Platz sieben ins Ziel, obwohl sich ihr Teamkollege Narain Karthikeyan kurz vor dem Start bei einem Sturz von der Boxenmauer die Schulter verrenkte und nicht am Rennen teilnehmen konnte, sodass Zwolsman und Lotterer das Rennen als Zweierteam bestreiten mussten. Christian Bakkerud, Christijan Albers und Giorgio Mondini im zweiten Kolles-Audi lagen bei Rennende auf Platz neun und rundeten damit den erfolgreichen Ausgang des Rennens aus Sicht von Kolles ab.
Seit 2010 ist die Mannschaft um Colin Kolles beim Hispania Racing F1 Team in der Formel 1 engagiert. An der Le Mans Series nahm sie seitdem nicht mehr teil. Allerdings kehrte das Team Kolles mit seinen beiden Audi R10 TDI erneut nach Le Mans zum 24-Stunden-Rennen 2010 zurück. Am Steuer des ersten Fahrzeugs wechselten sich Christophe Bouchut, Scott Tucker und Manuel Rodrigues ab, während das zweite Fahrzeug von Christijan Albers, Oliver Jarvis und Christian Bakkerud besetzt wurde. Bereits nach 182 Runden waren Bouchut, Tucker und Rodrigues zur Aufgabe gezwungen. Hingegen verlief das Rennen für Bakkerud, Jarvis und Albers lange Zeit ohne Probleme. Nachdem mehrere Konkurrenten auf den vorderen Plätzen ausgefallen waren, fand das Trio sich in der Schlussphase des Rennens bereits auf Platz vier wieder. Damit hatte das Team die Aussicht auf den bisher größten Erfolg seit seinem Bestehen. Nur zweieinhalb Stunden vor dem Rennende und nach 331 absolvierten Runden fiel der Audi R10 TDI wegen Getriebeschadens aus.
Seit 2015 nimmt Kolles mit seinem unter österreichischer Lizenz fahrenden Team an der FIA-Langstrecken-Weltmeisterschaft teil.

### Kolles & Heinz Union
Zur Nachwuchsförderung gründete Colin Kolles zusammen mit Werner Heinz das Team Kolles & Heinz Union, das seit 2009 zwei Fahrzeuge in der Formel-3-Euroserie einsetzt. Als Fahrer kamen Robert Wickens, Carlo van Dam, Johan Jokinen, Nick Tandy und Edoardo Mortara zum Einsatz, die aber ohne Punkterfolg blieben.

### Einzelergebnisse in der DTM
| Saison | Fahrzeug           | Nr. | Fahrer             | 1   | 2   | 3   | 4   | 5   | 6   | 7   | 8   | 9   | 10  | 11  | Punkte | Rang |
| ------ | ------------------ | --- | ------------------ | --- | --- | --- | --- | --- | --- | --- | --- | --- | --- | --- | ------ | ---- |
| 2006   | Audi A4 DTM (2004) |     |                    | HO1 | LAU | OSC | BRH | NOR | NÜR | ZAN | BAR | LEM | HO2 |     | —      | —    |
| 2006   | Audi A4 DTM (2004) | 19  | Olivier Tielemans  | 13  | 17  | 19  |     |     |     |     |     |     |     |     | —      | —    |
| 2006   | Audi A4 DTM (2004) | 19  | Jeroen Bleekemolen |     |     |     | 14  | 12  |     |     |     |     |     |     | —      | —    |
| 2006   | Audi A4 DTM (2004) | 19  | Nicolas Kiesa      |     |     |     |     |     | 17  | 16  | DNF |     |     |     | —      | —    |
| 2006   | Audi A4 DTM (2004) | 19  | Thed Björk         |     |     |     |     |     |     |     |     | 14  | DNF |     | —      | —    |
| 2006   | Audi A4 DTM (2004) | 20  | Vanina Ickx        | 15  | 16  | 18  | DNF | 13  | 18  | DNF | DNF | 16  | 11  |     | —      | —    |
| 2007   | Audi A4 DTM (2005) |     |                    | HO1 | OSC | LAU | BRH | NOR | MUG | ZAN | NÜR | BAR | HO2 |     | —      | —    |
| 2007   | Audi A4 DTM (2005) | 20  | Adam Carroll       | DNF | 9   | 11  | 15  | 17  |     |     |     |     |     |     | —      | —    |
| 2007   | Audi A4 DTM (2005) | 20  | Markus Winkelhock  |     |     |     |     |     | 9   | 13  | DNF | 12* | 13  |     | —      | —    |
| 2007   | Audi A4 DTM (2005) | 21  | Vanina Ickx        | 15  | DNF | 15  | 17  | DNF | DNF | DNS | 19  | 13* | 18  |     | —      | —    |
| 2008   | Audi A4 DTM (2006) |     |                    | HO1 | OSC | MUG | LAU | NOR | ZAN | NÜR | BRH | BAR | LEM | HO2 | —      | —    |
| 2008   | Audi A4 DTM (2006) | 20  | Katherine Legge    | 18  | 17  | 18  | 15  | 15  | 16* | DNF | 18  | DNF | 16  | DNF | —      | —    |
| 2008   | Audi A4 DTM (2006) | 21  | Christijan Albers  | DNF | 16  | 13  | 14  | DNF | DNF | 11  | 14  | 10  | 13  | DNF | —      | —    |
| 2009   | Audi A4 DTM (2007) |     |                    | HO1 | LAU | NOR | ZAN | OSC | NÜR | BRH | BAR | DIJ | HO2 |     | —      | —    |
| 2009   | Audi A4 DTM (2007) | 18  | Christian Bakkerud | 14  | 14  | 15  | DSQ |     | 13  | 16  | 17  | DNF | 12  |     | —      | —    |
| 2009   | Audi A4 DTM (2007) | 19  | Johannes Seidlitz  | 13  | DNS |     |     | DNF | 15  | 17  | 18  | DNF | 13  |     | —      | —    |
| 2009   | Audi A4 DTM (2007) | 20  | Tomáš Kostka       | 11  | 13  | DNF | DNF | 14  | 15  | 14  | 16  | 17  | 11  |     | —      | —    |

| Legende  | Legende            | Legende                                                          |
| Farbe    | Abkürzung          | Bedeutung                                                        |
| -------- | ------------------ | ---------------------------------------------------------------- |
| Gold     | –                  | Sieg                                                             |
| Silber   | –                  | 2. Platz                                                         |
| Bronze   | –                  | 3. Platz                                                         |
| Grün     | –                  | Platzierung in den Punkten                                       |
| Blau     | –                  | Klassifiziert außerhalb der Punkteränge                          |
| Violett  | DNF                | Rennen nicht beendet (did not finish)                            |
| Violett  | NC                 | nicht klassifiziert (not classified)                             |
| Rot      | DNQ                | nicht qualifiziert (did not qualify)                             |
| Rot      | DNPQ               | in Vorqualifikation gescheitert (did not pre-qualify)            |
| Schwarz  | DSQ                | disqualifiziert (disqualified)                                   |
| Weiß     | DNS                | nicht am Start (did not start)                                   |
| Weiß     | WD                 | zurückgezogen (withdrawn)                                        |
| Hellblau | PO                 | nur am Training teilgenommen (practiced only)                    |
| Hellblau | TD                 | Freitags-Testfahrer (test driver)                                |
| ohne     | DNP                | nicht am Training teilgenommen (did not practice)                |
| ohne     | INJ                | verletzt oder krank (injured)                                    |
| ohne     | EX                 | ausgeschlossen (excluded)                                        |
| ohne     | DNA                | nicht erschienen (did not arrive)                                |
| ohne     | C                  | Rennen abgesagt (cancelled)                                      |
| ohne     | keine WM-Teilnahme |                                                                  |
| sonstige | P/fett             | Pole-Position                                                    |
| sonstige | 1/2/3/4/5/6/7/8    | Punktplatzierung im Sprint-/Qualifikationsrennen                 |
| sonstige | SR/kursiv          | Schnellste Rennrunde                                             |
| sonstige | *                  | nicht im Ziel, aufgrund der zurückgelegten Distanz aber gewertet |
| sonstige | ()                 | Streichresultate                                                 |
| sonstige | unterstrichen      | Führender in der Gesamtwertung                                   |

## Sonstiges
2014 entwickelte das Team Kolles („Kodewa“) zusammen mit mehreren Partnern für die Lotus Group  das Konzeptmotorrad Lotus C-01, das in einer Auflage von 100 Exemplaren produziert wurde.